# Hebbs teori
Hebbs teori (även kallad Hebbs postulat eller Hebbs regel) är en teori inom neurovetenskapen som föreslår en mekanism för vad som händer med nervcellerna i hjärnan när inlärning sker, och hur dessa nervceller anpassar sig. Teorin lades fram av Donald Olding Hebb 1949. Teorin beskriver en mekanism för hur synapserna blir mer effektiva.
Teorin säger att en upprepande eller kvarvarande stimulering kommer att leda till en tillväxtprocess eller metabolisk förändring i den ena eller båda cellerna som leder till en ökad effektivitet i synapsen.
Teorin sammanfattas vanligtvis med "celler som avfyras tillsammans, sammankopplas" (eng. "cells that fire together, wire together"). Även om detta är en överförenkling som inte ska tas bokstavligen har teorin använts för att förklara vissa typer av associationsinlärning. Vid denna typ av inlärning kommer simultan aktivering av celler leda till en uttalad ökning i synaptisk styrka – denna inlärning är känd som hebbiansk inlärning.

## Hebbs engram och cellsammanslutningsteori
Hebbs teori behandlar hur neuron skulle kunna sammankopplas för att bilda ett engram. 
| ”                    | "Den generella idén är gammal, att vilka två celler eller system av celler som är återkommande aktiva vid samma tidpunkt tenderar att associeras, så att aktiviteten i en underlättar aktiviteten hos de andra." | „ |
| – (Hebb 1949, s. 70) | |   |

| ”                    | "När en cell återkommande assisterar i aktiveringen av andra celler, kommer axonet i den första cellen utveckla synaptiska knoppar (eller förstora de som redan existerar) i kontakten med den andra cellen." | „ |
| – (Hebb 1949, s. 63) | |   |

Gordon Allport placerar ytterligare idéer angående cellsammankopplingsteorin och dess roll i formering av engram, i linje med auto-association.
| ”                    | "Ifall indata till ett system orsakar samma mönster av aktivitet upprepade gånger, kommer uppsättningen av aktiva element som utgör mönstret att bli alltmer kraftigt associerade. Det vill säga, varje element kommer tendera att aktivera alla andra element och (med negativ tyngd) stänga av de element som inte bildar mönstret. För att säga det på annat sätt, mönstret i helhet kommer att bli 'auto-associerande'. Vi kan kalla ett inlärt (auto-associerat) mönster för engram." | „ |
| – (Hebb 1949, s. 44) | |   |

Hebbs teori har blivit den primära basen för den vanliga tanken att engram är neurala nät eller neurala nätverk, vid analyserande från ett holistiskt synsätt.
Eric R. Kandel har visat vissa bevis för denna teori genom att studera den vattenlevande snigeln Aplysia californica.
Experiment på mekanismer som modifierar Hebbs synaps i det centrala nervsystemets synapser hos ryggradsdjur är mycket svårare att kontrollera än hos de relativt enkla perifera nervsystem med sypapser som finns hos marina ryggradslösa djur. Mycket av arbetet hos långvariga synaptiska experiment mellan neuron (såsom long-term potentiation) involverar användandet av icke-fysiologisk experimentell stimulering av neuron. 
Dock verkar några fysiologiskt relevanta synapsmodifieringar hos mekanismerna som studerats hos ryggradsdjur vara exempel på hebbianska processer. Sammanställningar av experiment pekar på att långvariga förändringar i synaptisk styrka kan induceras av fysiologiskt relevant synaptisk aktivitet genom både hebbianska och icke-hebbianska mekanismer.

## Principer
Utifrån perspektivet av artificiella neuron och artificiella neurala nätverk, kan Hebbs teori användas för att beskriva hur man ska förändra viktningen mellan modell och neuron. Viktningen mellan två neuron ökar ifall bägge neuron aktiveras simultant och minskar ifall de aktiveras separat. Nod-par som tenderar ha en inbördes enhetlighet (antingen positiva eller negativa) vid samma tidpunkt, har stark positiv viktning och de som tenderar att ha motsatt förhållande har stark negativ viktning.
Denna ursprungliga princip är kanske den enklaste formen av viktningsurval. Den kan relativt enkelt omkodas till ett datorprogram och sedan användas för att vikta ett nätverk. Detta medför flera användningsområden för hebbiansk inlärning. Idag används termen hebbiansk inlärning som ett generellt samlingsnamn för olika former av matematiska abstraktioner av den ursprungliga principen som Hebb lade fram.